# Canon EOS 5D Mark IV
5D Mark III
Le Canon EOS 5D Mark IV est un appareil photographique reflex numérique plein format de 30 mégapixels fabriqué par Canon, sorti en septembre 2016. Son prédécesseur est le 5D Mark III.

## Caractéristiques

### Système optique
- Monture à objectifs interchangeables (monture EF)
- Viseur : Pentaprisme avec couverture d'image 100 %, correcteur dioptrique intégré de –3,0 δ à +1,0 δ
- Obturateur  : obturateur plan focal de 30 s à 1/8000 s (par incréments 1/2 ou d'1/3), pose longue (bulb) + Synchro-X maxi Flash 1/200 s
- Capteur CMOS avec filtre couleur primaire (RVB) de 36 mm × 24 mm (format 24 × 36), unité auto-nettoyante
- Sensibilité : 100- 32000 ISO automatique, 100-32000 ISO (par paliers de 1/3 ou d'une valeur), extensible à 50-102 400 ISO
- Coefficient de conversion des focales : 1× (égal à la focale de l'objectif monté)
- Définition : 30 millions de pixels
- Ratio image : 3:2

### Système de prise de vue
- Mode Live View avec couverture 100 % et 30 im./s
- Autofocus : 61 collimateurs autofocus : Sélection manuelle : 1 seul collimateur AF (possibilité de sélectionner 61, 15 ou 9 collimateurs ou 41 collimateurs de type croisé uniquement et 5 en double croix), mesure AF spot, extension du collimateur AF à 4 collimateurs (haut, bas, gauche, droite), extension du collimateur AF aux 8 collimateurs environnants, AF de zone (les collimateurs AF peuvent être sélectionnés individuellement pour les prises de vue au format vertical ou horizontal)
- Mesure lumière : TTL à pleine ouverture sur 252 zones, capteur RVB + IR d'environ 150 000 pixels. Mesure évaluative couplée à tous les collimateurs AF, sélective 6,2 %, Spot centrée 1,5 % et moyenne à prédominance centrale. Correction d'exposition ±5 IL par paliers de 1/2 ou 1/3 (combinable avec le bracketing d'exposition automatique), mémorisation d’exposition
- Balance des blancs : Balance des blancs auto par le capteur + 1 réglage enregistrable
- Modes : Auto+, programme d'exposition automatique, Tv (priorité à la vitesse), Av (priorité à l'ouverture), M (manuel), personnalisé (x3)
- Mode rafale : Max. environ 7 images par seconde jusqu'à 16270 images en JPEG et 18 images en RAW (avec carte UDMA)
- Mesure flash : Flash auto E-TTL II, manuel, ±3 IL par paliers de 1/2 ou de 1/3

### Gestion d’images

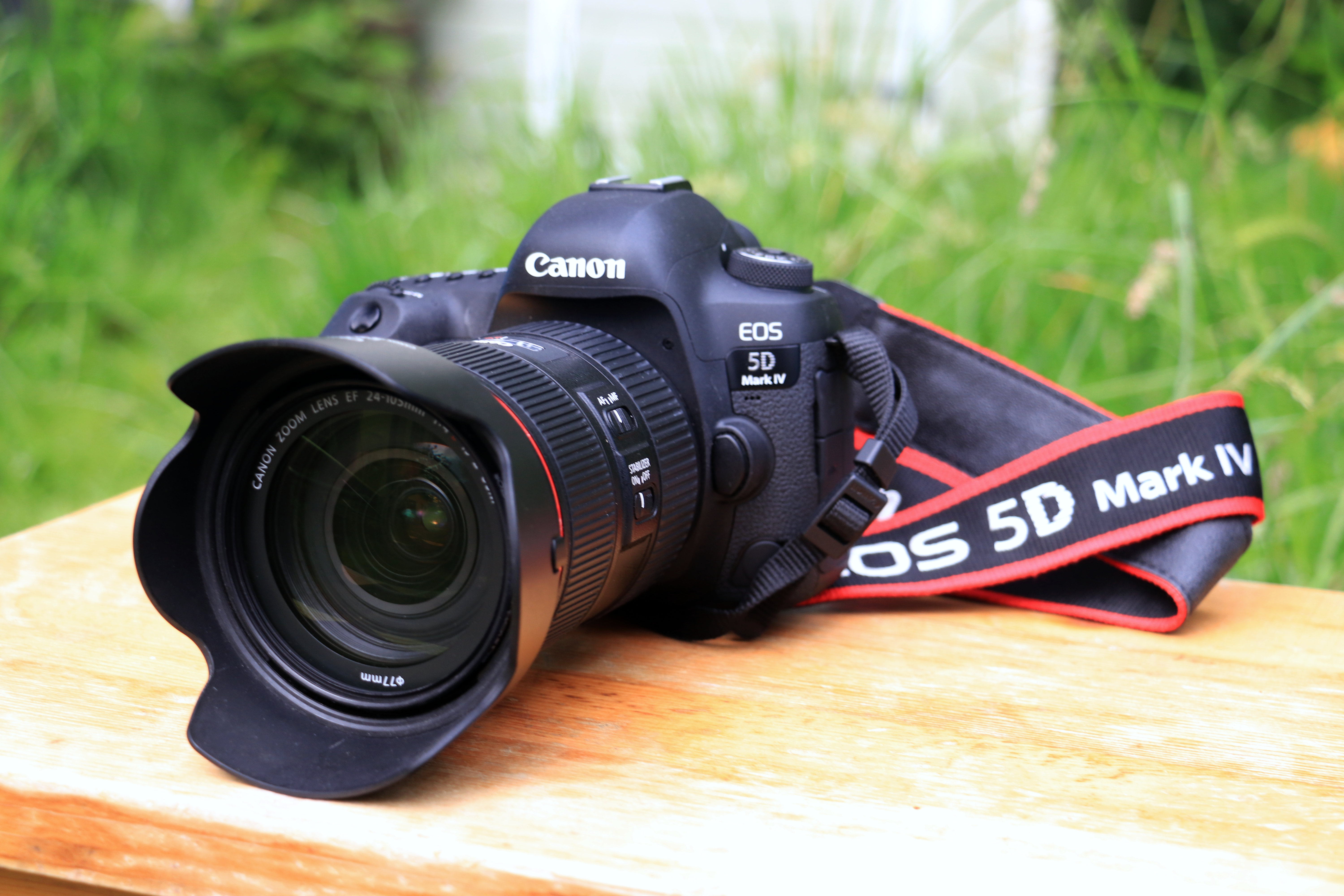
Boîtier Canon EOS 5D Mark IV équipé du zoom Canon EF 24-105 mm 1:4L IS II USM.

- Processeur d'images DIGIC 6+ 14 bits et DIGIC 6 (mesure lumière et autofocus)
- Matrice couleur : Adobe RVB
- Système de création d'images HDR
- Enregistrement : CompactFlash Type I (compatible UDMA), cartes SD, SDHC ou SDXC
  - Modes d’enregistrement (JPEG/RAW) :
    - RAW 6720 × 4480,
    - M-RAW 5040 × 3360
    - S-RAW 3360 × 2240,

Modes d’enregistrement vidéo :
- 4K/DCI 4096 × 2160 (23,98, 24, 25 ou 29,97 im./s) Motion JPEG
- Full HD (16:9) 1920 × 1080 (23,98, 25, 29,97, 50 ou 59,94 im./s)
- HD 1280 × 720 (jusqu'à 119,9 im./s intra-image)

### Boîtier
- Dimensions : 151 × 116 × 76 mm
- Masse : 890 g (sans alimentation)
- Étanchéité : Étanche à la poussière et à l'humidité
- Affichage : Écran LCD 3,2" 1 620 000 pixels (couverture 100 %) tactile
- Batterie grip BG-E20 optionnelle, comprenant une poignée pour la tenue verticale, un bouton glissant pour activer les réglages, un déclencheur, une roue de contrôle, les boutons AF-ON, *, M-Fn et de réglages des collimateurs et contenant deux batteries Li-Ion

### Autres caractéristiques
- GPS intégré
- Wifi intégré
- NFC intégré